# Ptychoptera alexanderi
Ptychoptera alexanderi är en tvåvingeart som beskrevs av Hancock, Marcos-garcia och Rotheray 2006. Ptychoptera alexanderi ingår i släktet Ptychoptera och familjen glansmyggor. Inga underarter finns listade i Catalogue of Life.